# Principat d'Arches

El principat d'Arches va néixer el 1608, per la voluntat de Carles III duc de Nevers i de rethel, de resultes de la creació ex-nihilo de la ciutat de Charleville.
En una doble sivella del Mosa, s'hi havien establert la ciutat romana de Castrice (Castricum), que a l'edat mitjana va esdevenir un comtat dependent de la Lotaríngia després del Sacre Imperi Romanogermànic (vegeu comtat de Castres de Lorena); una ciutadella sobre l'indret denominat Maceria, on es va desenvolupar la ciutat de Mézières; i finalment el llogaret d'Arches, la senyoria del qual va ser comprada el 1293 pels comtes de Rethel.

## Un nou principat, una nova capital
Charles III de Nevers i de Rethel, fundà en aquest indret la nova ciutat de Charleville el 1606. Establerta sobre territori de l'antic comtat de Castres de Lorena, escapava a la influència de l'antic règim a França, ja que estava en els límits del Sacre Imperi; el duc de Rethel es recolza llavors en aquesta nova capital per crear un principat sobirà que prengué el nom de l'antiga senyoria: Arches.
El 1608, Carles III va declarar Charleville capital del seu principat sobirà d'Arches, i ciutat monacal, el que li permetrà estendre la seva influència al nord d'Europa, a dos passos de dues regions riques, Flandes i Holanda. El principat i Charleville, la seva capital, portaren les mateixes armes.

## La breu existència del principat sobirà
Carles III de Nevers, primer príncep d'Arches, morí el 1637; el seu net Carles (1629- 1665), el va succeir però va cedir els ducats familiars de Nevers, Rethel i Mayenne, no conservant més que els ducats italians de Màntue i de Montferrat, així com el principat d'Arches del qual serà el segon príncep (Carles II).
El seu fill Carles Ferran (1652- 1708) serà el tercer i darrer príncep d'Arches. Després de la seva mort sobrevinguda el 5 de juliol de 1708, el principat d'Arches i Charleville va passar a la seva cosina Anna de Baviera (1648-1723) (filla d'Anna Gonzaga de Clèveris), i després als seus dos cohereus: d'una part el seu fill Lluís III de Borbó (1668-1710), príncep de Condé; i de l'altra (1/9) Carles Teodor, príncep de Salm (1645-1710), vidu de Lluïsa Maria de Baviera, germana d'Anna de Baviera.
Sense perdre els seus privilegis, Charleville fou en endavant incorporada a França i el principat no existí més que nominalment, en profit sobretot dels ducs de Lorena, passant llavors a la casa d'Habsburg-Lorena.